# АЗМ
АЗМ — российская аэротранспортабельная землеройная машина. Разработана в конструкторском бюро ОАО «Муромтепловоз».

## Описание конструкции
Основным назначением машины является выполнение работ связанных с очисткой дорог и механизацией землеройных работ, таких как рытьё котлованов, траншей или фортификационных сооружений. Машина способна действовать в условиях радиационного заражения местности.
АЗМ имеет возможность транспортирования воздушным способом в грузовых отсеках самолётов Ан-22, Ан-124, Ан-225, Ил-76 или на внешней подвеске вертолёта Ми-26. Возможность десантирования машины отсутствует.

### Броневой корпус и башня
В качестве базы используется лёгкобронированный многоцелевой тягач МТ-ЛБ. Корпус машины обеспечивает защиту экипажа от стрелкового оружия, а также от воздействия осколков снарядов. В бронированной башне размещается пулемётная установка.

### Вооружение
В качестве основного вооружения используется 7,62-мм танковый пулемёт ПКТ. По горизонтали угол обстрела составляет 210 градусов. Возимый боекомплект составляет 2000 патронов.
Кроме пулемёта в комплект поставки входят 10 гранат Ф-1 и сигнальный пистолет СПШ с 30 сигнальными выстрелами.

### Средства наблюдения и связи
Внешняя радиосвязь обеспечивается УКВ радиостанцией Р-123М.

### Двигатель и трансмиссия
В качестве силовой установки используется дизельный двигатель ЯМЗ-238ВМ производства Ярославского моторного завода. Максимальная мощность двигателя составляет 240 л. с.

### Ходовая часть
Ходовая часть АЗМ практически идентична базовой машине, основным отличием является отсутствие возможности преодоления водных преград вплавь.

### Специальное оборудование
Землеройная машина АЗМ оснащена фильтро-вентиляционной установкой, а также рентгенометром для действия в условиях применения химического или ядерного оружия. Для выполнения боевых задач в машине установлено специальное бульдозерное оборудование, а также экскаваторный ковш.
Бульдозерное оборудование имеет два режима работы: бульдозерное и грейдерное. Угол поворота лезвия в грейдерном положении составляет до 18 градусов. Максимальная обеспечиваемая глубина отвала равна 38 см. Производительность бульдозерного оборудования позволяет машине расчищать путь на среднепересечённой местности со скоростью до 6 км/ч, расчищать дороги от снега со скоростью 10—12 км/ч при глубине снега до 1 метра.
Экскаваторное оборудование представляет собой стрелу с ковшом. Объём ковша составляет 0,25 м³. Оборудование может быть использовано как для землеройных работ, так и в качестве подъёмного крана, грузоподъёмностью до 1 т. Экскаватор обеспечивает отрывку траншей глубиной до 1,5 метров при производительности 25 м/ч и отрывку котлованов глубиной до 2 метров с производительностью 30 м³/ч.

## Модификации
УДЗМ — универсальная дорожно-землеройная машина, обновлённая версия АЗМ. Установлен двигатель ЯМЗ-238БЛ-1, мощностью 310 л. с., радиостанция Р-168-25У-2 и 12,7-мм пулемёт «Корд».
МТ-ЛБ-ЛПТ — лесопожарный трактор, гражданский вариант, предназначен для локализации очагов лесных, торфяных пожаров, создания минерализованных противопожарных полос, обваловки леса, механизации земляных работ при отрывке водозаборных котлованов, оборудования проходов в завалах для подготовки путей движения автотранспорта. Без вооружения. Установлен лесной плуг ПКЛ-70. Максимальной масса буксируемого прицепа (ёмкости для воды), с мотопомпой МПН-800/80 или др., не более 6,5 тонн.

## Оценка машины
Потребовалось 10 лет афганской войны, две чеченские войны, чтобы в больших штабах, и прежде всего, в Главном инженерном управлении, отвыкли бы мыслить масштабами мировых войн и избавились бы от привычки создавать мамонтов, вместо того, что требуется войскам. А им нужны именно подобные машины — малогабаритные, бронированные, вооружённые и способные в короткое время выполнить объём работы требуемый взводу, максимум батальону. Машины, которые можно перебросить то на вершину горы, то в узкое ущелье, то в пятачок на болоте. И чтобы одиночный снайпер, спецназовец или просто баба с автоматом не могли бы изрешетить в пять секунд кабину и двигатель огромной высокопроизводительной, но абсолютно беззащитной инженерной машины и сорвать выполнение жизненно важной для целого полка работы.
Можно было бы гордиться. В суперсовременной, экстраоснащённой, примавооружённой, наилучшей в мире армии США ничего подобного нет и не предвидется. Но ирония судьбы — такая очень нужная машина появляется тогда, когда она… армии не нужна…
— Веремеев Ю.Г.